# Чернышёв, Пётр Сергеевич
Пётр Серге́евич Чернышёв (1914—1979) — главный инженер ЛМЗ имени И. В. Сталина, крупный специалист и организатор в области турбостроения. В прошлом — советский фигурист, четырёхкратный чемпион Советского Союза в одиночном разряде. Герой Социалистического Труда. Лауреат Сталинской премии.

## Биография
Родился в 1914 году в селе Большая Верда (ныне Тамбовская область).
Окончил школу ФЗУ при ЛМЗ имени И. В. Сталина (1932), без отрыва от производства окончил ВТУЗ при заводе по специальности «паровые турбины» (1939). Работал на ЛМЗ имени И. В. Сталина с 1931 по 1972 годы: учеником токаря, токарем, инженером, старшим инженером конструкторского отдела паровых турбин, начальником технологического бюро турбинного производства (1951—1955), главным инженером завода (1955—1972).
В период Великой Отечественной войны в составе конструкторско-монтажного бюро был эвакуирован на Урал в город Верхняя Салда (Свердловская область) на площадку строящегося завода «Стальконструкция». После войны принимал активное участие в восстановлении и обслуживании электростанций.
На ЛМЗ под его непосредственным руководством были изготовлены уникальные турбины высокого давления СВК-150 (1952), ПВК-200 (1958), К-300-240 (1960), первая в Европе двухвальная паровая турбина типа К-800- 240 (1964), газотурбинные установки ГГ-12-3 (1955), ГТ- 25-750 (1960), ГТ-100-750 (1965).
Руководил изготовлением гидравлических турбин для каскада Волжских станций, для Братской ГЭС (мощностью 230 МВт), Красноярской ГЭС (мощностью 508 МВт). Большой вклад он внёс в развитие энергетики зарубежных стран: Болгарии, Венгрии, Китая, Польши, ОАР, Румынии, Югославии. Принимал активное участие в изготовлении радиально-осевых гидротурбин мощностью 180 МВт для ГЭС Асуанской плотины (1966), самой мощной в мире поворотно-лопастной гидротурбины, мощностью 178 МВт для ГЭС Джердап (Югославия) и Железные Ворота (Румыния) (1969).
Осуществил руководство новой, крупной реконструкцией ЛМЗ, направленной на коренное техническое перевооружение завода.
Депутат Калининского районного Совета депутатов трудящихся Ленинграда (1965—1967).
Скончался 9 ноября 1979 года. Похоронен на 12-м (Сосновом) участке Северного кладбища в Санкт-Петербурге.

## В спорте
В 1930-х годах Пётр Сергеевич Чернышёв 4 раза (1937-39 и 1941) становился чемпионом Советского Союза и ещё 5 раз был призёром (1945-49) в мужском одиночном фигурном катании.
А его внук — тоже Пётр Чернышёв — выступал в танцах на льду, наибольших успехов добился, представляя США: был пятикратным чемпионом страны и дважды выигрывал чемпионат Четырёх континентов в паре с Наоми Ланг. По окончании спортивной карьеры вместе с Юлией Ковальчук стал победителем шоу «Танцы на льду. Бархатный сезон» (2007). В 2009 году участвовал в аналогичном проекте Первого канала «Ледниковый период».

## Награды
- Герой Социалистического Труда (1962) — «за выдающиеся производственные успехи, достигнутые в области сооружения тепловых электростанций, производстве и освоении новых энергетических агрегатов»
- орден Ленина (1962)
- орден Трудового Красного Знамени (1957)
- орден Октябрьской революции (1971)
- офицерский Крест ордена Virtuti Militari (Польша; 1968)
- орден Народной Республики Болгария II степени (1970)
- орден Отличия I степени Арабской Республики (1971).
- Сталинская премия третьей степени (1952) — за разработку конструкции и освоение производства унифицированной серии паровых турбин высокого давления.